# 埃及省
埃及省（阿拉伯语：إيالة مصر），是鄂圖曼帝國的一个省份。1517年，在馬木留克戰爭后，马木留克王朝被奥斯曼帝国所征服成為帝國一個省。後來，阿爾巴尼亞裔的穆罕默德·阿里帕夏成為埃及統治者。為了確保其埃及統治者的世襲地位，他與鄂圖曼帝國發動戰爭，征服了敍利亞及巴勒斯坦。不過在1840年東方危機後，礙於鄂圖曼帝國盟友的壓力，穆罕默德·阿里只得返回埃及。
雖然埃及在名義上仍是鄂圖曼帝國的省份，埃及仍維持自治，直至1867年，穆罕默德·阿里王朝採用的「赫迪夫」稱號才被鄂圖曼帝國蘇丹承認，标志着埃及事实上的独立。埃及赫迪夫陶菲克帕夏簽署協定，給予英國及法國銀行家及投資者更大的權力。他們在埃及的利益很大，使英國介入這個國家的事務。1882年，英國在本土遣兵二萬，又從印度調遣七千人入侵埃及，輕易擊敗埃及軍，使埃及改由英國控制。埃及依然在名義上屬於鄂圖曼帝國，直至第一次世界大戰爆發後的1914年11月，埃及蘇丹國成為英國的保護國。